# Gowron
Gowron, fill de M'Rel, és un personatge fictici que va aparèixer a les sèries de televisió de ciència-ficció americanes Star Trek: La nova generació i Star Trek: Deep Space Nine. Interpretat per Robert O'Reilly, és el líder de l'Imperi Klíngon, conegut com el Canceller. O'Reilly havia aparegut anteriorment a "La nova generació" com a Scarface a l'episodi de la segona temporada "Nimfomania", va ser escollit com a Gowron per la seva habilitat còmica i la seva mirada penetrant i extremadament inquietant, o el que el mateix O'Reilly va anomenar amb humor "aquella cosa boja com a ull de boig".
Apareixent per primera vegada a "Reunió", on és anomenat Canceller, Gowron defensa la seva posició contra el desafiament de la família Duras a l'episodi en dues parts "Redempció". Seguint el consell del tinent Worf (Michael Dorn) a "El successor", incorpora el clon de Kahless al govern klíngon sense interrompre el seu propi lideratge. A "Deep Space Nine", inicia un conflicte amb la Federació per por que s’hi hagin infiltrat els Fundadors. Després que Cardàssia es posi del costat del Domini, s'alia amb la Flota Estel·lar durant la resta de la guerra. Tanmateix, més tard es torna gelós de l'èxit del general Martok (J. G. Hertzler) i soscava l'esforç bèl·lic, cosa que provoca que Worf el mati en un duel.
O'Reilly també va aparèixer com el personatge en videojocs, com ara Star Trek: Klingon i Star Trek: The Next Generation: Klingon Honor Guard. Els crítics van respondre positivament a l'aparició del personatge, equiparant les seves accions a les d'un polític. Va ocupar el 20è lloc en una llista dels millors personatges de la franquícia d'IGN, mentre que Keith DeCandido el va qualificar com un dels "personatges més memorables".

## Concepte i desenvolupament

Robert O'Reilly va elogiar la relació de Gowron amb Worf, interpretat per Michael Dorn (a la imatge).

Abans de ser escollit com a Gowron, Robert O'Reilly va aparèixer a l'episodi "Nimfomania de la segona temporada de Star Trek: La nova generació com un personatge conegut com a Scarface. Quan es va començar a fer el càsting per a l'episodi "Reunió" dirigit per Jonathan Frakes, Frakes buscava un actor que pogués interpretar un klíngon amb sentit de l'humor. O'Reilly va comentar més tard que el van tenir en compte pel que ell anomenava "aquella cosa boja amb l'ull de llop". Va passar directament d'una representació de El rei Lear on va interpretar el personatge Edmund, i va introduir elements d'aquest personatge al klíngon. O'Reilly va descriure les aparicions inicials de Gowron com "l'únic amb honor, i era una mena de guerrer boig que no volia estar ni a prop dels 'hew-mons'". Va sentir que, com Edmund, Gowron era un foraster que es va convertir en un líder. Va dir que eren "molt, molt similars per naturalesa", i va dir que això diferenciava el personatge dels altres klíngons que havien aparegut a la sèrie fins aquell moment. Michael Westmore va ser l'encarregat de dissenyar les pròtesis per a les actuacions d'O'Reilly com a Gowron, descrivint-la com una de les seves preferides de tots els klíngons en què ha treballat a causa de la barba que li baixa pel costat de la cara.
O'Reilly va fer la seva aparició a l’episodi de la tercera temporada de Star Trek: Deep Space Nine  "The House of Quark". L'escriptor Ronald D. Moore va explicar que el seu treball a l'episodi va sorgir a causa del seu treball previ a l'episodi centrat en els klingon de La nova generació "Els pecats del pare", i es va complaure a portar elements de la seva sèrie anterior, inclòs Gowron. O'Reilly es va sentir afortunat d'aparèixer a l'episodi, ja que molts actors que van interpretar personatges recurrents a "La nova generació" esperaven que no fessin la transició a "Deep Space Nine". A part de "Star Trek", O'Reilly va aparèixer com a personatge per a un anunci de Hallmark Cards per promocionar un ornament nadalenc de nau estel·lar klíngon Au de Presa.

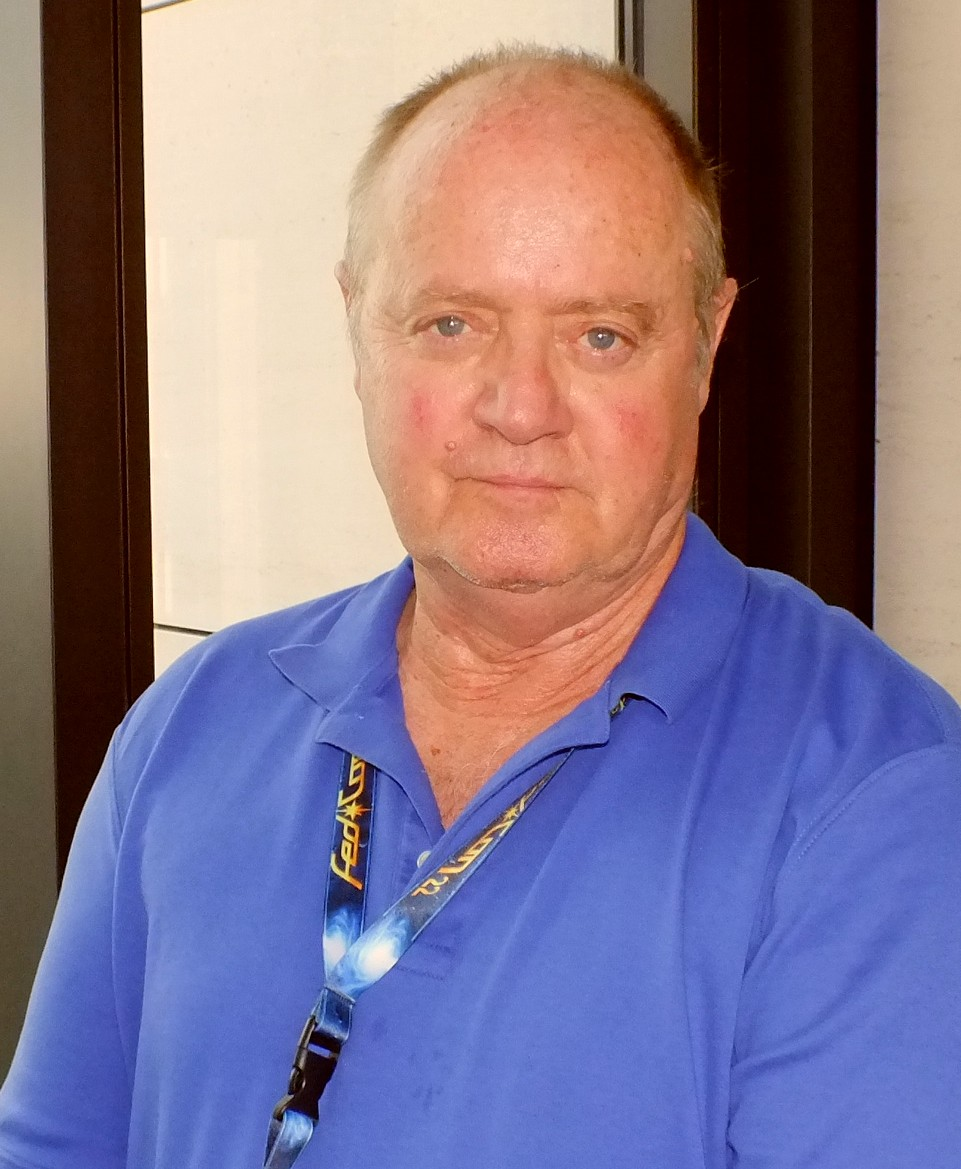
Robert O'Reilly el 2013

Més tard, quan va descobrir que Michael Dorn tornaria a la televisió "Star Trek" a "Deep Space Nine", va esperar que pogués ser una obertura per a més klíngons a la sèrie, inclòs el retorn de Gowron. O'Reilly va dir que "Quan vaig rebre el guió de 'The Way of the Warrior', em va emocionar aconseguir la feina, treballar de nou amb Michael i veure Gowron i Worf junts". Va elogiar la relació entre els personatges de Worf i Gowron, dient que "[Worf] sempre li recorda a Gowron l'honor, però estem en dos bàndols totalment diferents quan es tracta d'honor. Crea un gran drama". En aquell moment confiava que aquesta no seria l'última aparició de Gowron, però esperava que el personatge no s'utilitzés en excés perquè continués tenint un impacte quan ho fes.
L'última aparició de Gowron a Star Trek va ser a l'episodi "Tacking into the Wind" de la setena temporada de  Star Trek: Deep Space Nine on Worf el mata després que el canceller klíngon mostri algunes tàctiques cada cop més deshonroses envers Martok. Tanmateix, a l'esborrany original no es pretenia que el personatge morís; en canvi, hauria acabat amb Gowron tornant al món natal dels klíngon i ascendint Martok a mariscal de camp després de posar-lo a càrrec de l'organització de les forces klíngon a la Guerra del Domini. Va ser el suggeriment de Michael Piller que Gowron morís, i aquesta idea va arribar a l'episodi a través del guió de Moore. O'Reilly va descriure Gowron al final dient que "Va sortir com aquest klíngon dolent i terrible, amb la qual cosa no hi estava d'acord, però està bé".
Després de la mort de Gowron a la pantalla, O'Reilly va continuar assistint a les convencions de "Star Trek" en el seu personatge, sovint apareixent a l'escenari al costat de J. G. Hertzler com a Martok. Una de les seves marques registrades és una cançó sobre els klíngons, i O'Reilly ha creat un bat'leth que sembla una guitarra de corda. Va explicar en una entrevista que "Ens encanta fer klíngons. Per a mi, va ser un somni fet realitat, va ser agradable tornar-hi. I als fans els encanta. Ho vam provar una vegada i els fans es van tornar bojos". La parella va debutar amb maquillatge en una convenció a finals dels anys 2000 a Alemanya, i després de generar la cua més llarga de fotoreclam a l'esdeveniment, van decidir pujar-la a l'escenari. Larry Nemecek va elogiar les seves aparicions a la convenció, dient "Són els preferits dels fans perquè són nois grans i gregaris. Donen clatellades a l'esquena a la gent. S'ho passen bé. Es burlen de la gent. Ho fan pel públic".

## Aparicions

### La nova generació
Gowron fa la seva primera aparició a la franquícia Star Trek a l'episodi "Reunió" de La nova generació com un dels dos possibles successors al càrrec de canceller de l'Alt Consell Klingon (l'altre candidat és Duras (Patrick Massett), el seu rival de tota la vida). K'mpec (Charles Cooper), el canceller en funcions, sospita que Duras o Gowron l'han estat enverinant i nomena el capità Jean-Luc Picard (Patrick Stewart) com a "Àrbitre de Successió" per determinar qui serà el proper canceller. Tanmateix, abans que es pugui resoldre el procés d'arbitratge, l'excompanya de Worf (Michael Dorn), K'Ehleyr (Suzie Plakson), descobreix les proves que impliquen Ja'rod (el pare de Duras) en l'atac romulà a la base klíngon fr Khitomer, i per evitar que ho reveli, Duras l'assassina. Reclamant el dret de venjança, Worf desafia Duras a un duel i el mata, cosa que facilita l'ascens de Gowron a la cancelleria.
Gowron reapareix a l'episodi en dues parts "Redempció", amb la seva posició ara amenaçada per les germanes Duras, Lursa (Barbara March) i B'Etor (Gwynyth Walsh), que estan impulsant el nomenament del fill il·legítim de Duras, Toral (JD Cullum), com a canceller. Es revela que el clan Duras ha estat aliat amb els enemics tradicionals dels klíngon, els romulans, i el seu intent de prendre el poder acaba quan els aliats els abandonen. Gowron també restaura l'honor de la casa de Worf durant els esdeveniments d'aquest episodi.
Després d'aquests esdeveniments, va ser esmentat a "Unificació" intentant escriure l’ajuda de la Federació a partir de la història oficial d'aquests esdeveniments. Gowron és desafiat una vegada més a l'episodi "El successor" per l'aparentment ressuscitat Kahless l'Inoblidable. Finalment es revela que aquest Kahless era en realitat un clon, a qui Gowron nomena per al càrrec simbòlic d'Emperador de l'Imperi Klingon seguint el suggeriment de Worf.

### Deep Space Nine
La primera aparició de Gowron a la sèrie és a l'episodi "The House of Quark". Ell governa una disputa sobre l'estatus de la Casa de Kozak.. A l'episodi "The Way of the Warrior", Gowron llança un assalt klíngon contra la Unió Cardassiana, afirmant que el recentment instal·lat Consell Detapa civil està infestat de canviants del Domini, una poderosa organització del Quadrant Gamma que intenta guanyar terreny al Quadrant Alfa. Quan el Consell de la Federació condemna les seves accions, Gowron retira formalment l'Imperi dels Acords de Khitomer, posant així fi a l'aliança amb la Federació.
Malgrat això, Gowron viatja a l'estació, amb l'esperança que Worf discuteixi en nom dels klíngons. No accepta bé la negativa de Worf i restableix la seva desaprovació (aquesta vegada també executant la consegüent eliminació de la Casa de Mogh de l'Alt Consell, confiscant els béns, les terres i els títols de les Cases, cosa que significa que Worf i la seva família són declarats completament marginats). Més tard en l'episodi, l'USS Defiant es veu obligat a lluitar contra diverses naus klíngon, en un punt de trobada predeterminat a l'espai, per rescatar Gul Dukat (Marc Alaimo) i la resta del Consell Detapa. El Defiant torna a l'estació, només per trobar-la envoltada per una flota de cuirassats klíngons, liderats tant pel general Martok (J. G. Hertzler) com pel mateix Gowron. El canceller dóna un ultimàtum final al capità Benjamin Sisko (Avery Brooks): lliurar Dukat i el Consell Detapa, o si no. Sisko s'hi nega, advertint que l'estació no està tan indefensa com els havien fet creure. Tanmateix, Gowron ataca Espai Profund 9 de totes maneres en un intent de capturar el Consell Detapa. S'arriba a una pau fràgil al final de l'episodi quan es descobreix que DS9 és més que capaç de defensar-se.
A l'episodi "Broken Link", Gowron s'arrisca a una guerra amb la Federació Unida de Planetes, exigint el disputat sector Archanis. La Flota Estel·lar arriba a la conclusió que Gowron és en realitat un canviant a través d'informació errònia filtrada a Odo (René Auberjonois). Sisko, Odo, Worf i O'Brien (Colm Meaney) s'infiltren en una cerimònia klíngon per intentar exposar-lo a l'episodi següent "Apocalypse Rising", ajudats inesperadament pel principal assessor general de Gowron, Martok, amb Worf desafiant Gowron a un duel amb Bat'leths. Worf guanya el duel i està a punt de donar el cop final, però Odo s'adona a temps que el canviant és en realitat Martok, a qui exposa i que posteriorment és assassinat pels homes de Gowron. Malgrat això, Gowron no canvia les seves polítiques, tot i que accepta un alto el foc entre els klíngons i la Federació.
Al episodis en dos parts de la cinquena temporada, "In Purgatory's Shadow" i "By Inferno's Light", Gowron restaura la pau trencada amb la Federació als Acords de Khitomer després que la Unió Cardassiana s'uneixi al Domini i el veritable Martok sigui rescatat d'una presó del Domini. Gowron fa les seves últimes aparicions a "When It Rains…" i "Tacking into the Wind", on assumeix el comandament directe de les forces militars klíngons i llança múltiples atacs imprudents amb un èxit mínim, volent que Martok (a qui considera un rival) pateixi una sèrie de derrotes.Martok, tot i que sap que aquesta és la intenció de Gowron, li diu a Worf que no s'hi impliqui. Worf ignora la petició de Martok i s'enfronta a Gowron, matant-lo en un combat cos a cos. Segons la llei klíngon, Worf té dret a assumir el lideratge de l'Imperi, però rebutja el càrrec de canceller a favor de Martok.
Malgrat la naturalesa qüestionable de les accions de Gowron cap al final de la seva vida, mor en un combat honorable, com ho demostra la interpretació de Worf del tradicional udol de mort klíngon (fet com a advertència al Sto-Vo-Kor – el lloc dels morts honorats a la mitologia klíngon – que un guerrer està a punt d'arribar) sobre el cos.

### Videojocs
O'Reilly va aparèixer com a Gowron en seqüències de full motion video a Star Trek: Klingon, una pel·lícula interactiva/joc d'ordinador llançada per Simon & Schuster el 1996. Aquest paquet també incloïa un "laboratori d'idiomes" dissenyat per ensenyar als usuaris el klíngon bàsic, on O'Reilly va tornar a aparèixer com a personatge.O'Reilly també va posar veu a Gowron al joc de PC Star Trek: The Next Generation: Klingon Honor Guard; l'argument del joc fa que el personatge del jugador rastregi possibles assassins del líder klíngon. O'Reilly també va interpretar un klíngon separat, Kavok, al Star Trek: The Next Generation Interactive VCR Board Game.
La següent actuació d'O'Reilly com a Gowron va ser al MMORPG Star Trek Online a la missió "Leap of Faith", llançada el gener de 2021. A la missió, el jugador, juntament amb el general Martok i la matriarca J'Ula, troba Gowron a Koth; un regne per a aquells que no són indignes de Sto-Vo-Kor o Gre'thor. És a Koth a causa de les accions deshonroses del seu avantpassat Aakar (també interpretat per O'Reilly), ja que la deshonra d'Aakar va condemnar els seus descendents durant tres generacions. Accepta ser el servent personal de Fek'lhr al final de la missió per garantir l'èxit del jugador i de J'Ula en la realització del seu pla per acorralar i aturar Aakar. Al final de l'arc, gràcies a la mort d'Aakar, Gowron aconsegueix el seu lloc a Sto-Vo-Kor.

## Recepció i comentaris

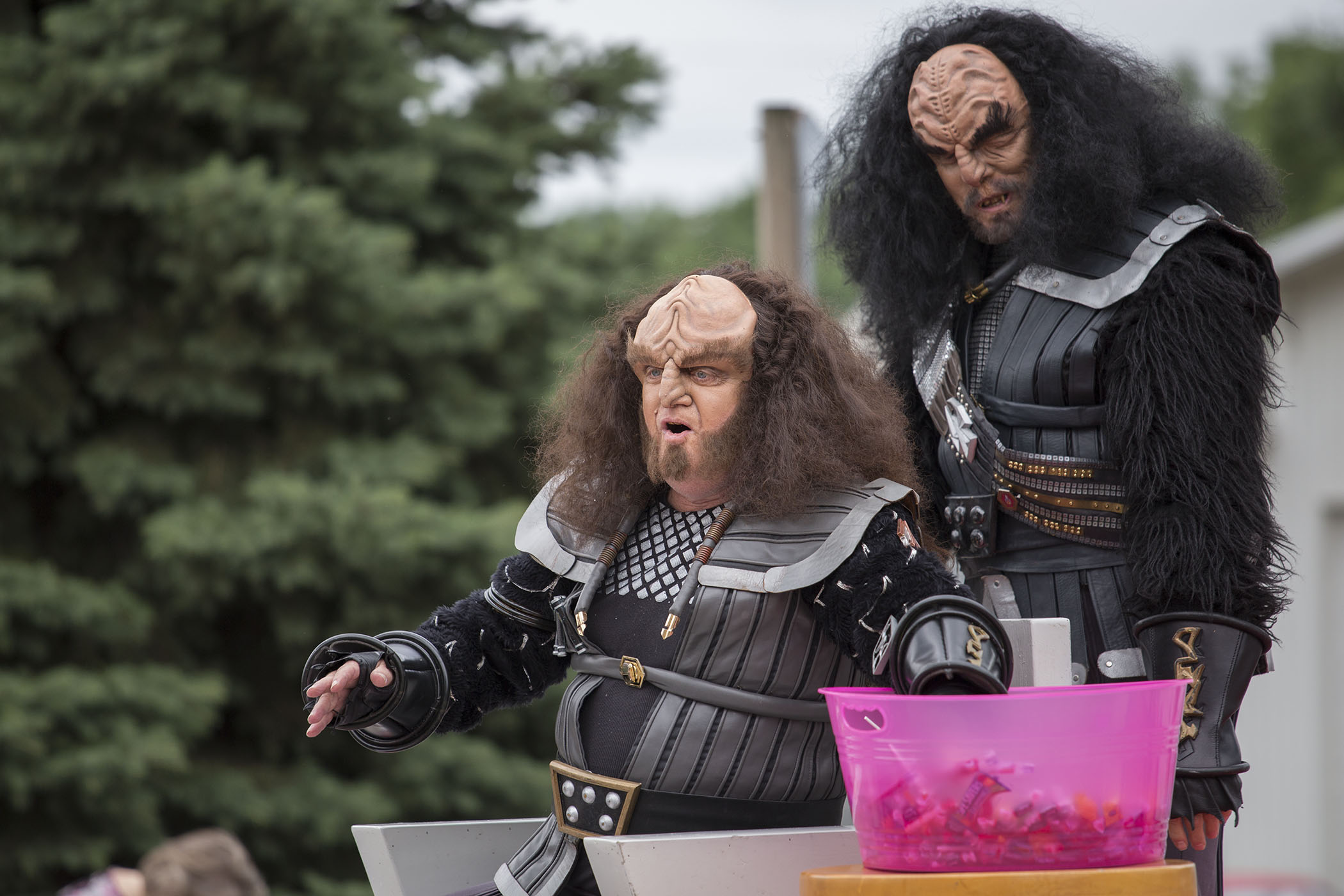
Robert O'Reilly com a Gowron i J. G. Hertzler com a Martok, al Trek Fest de 2014 a Riverside (Iowa)

L'actuació d'O'Reilly a la primera part de "Redempció" va ser descrita com a "triomfant" per Keith DeCandido, i "excel·lent" a "El successor" en revisar aquests episodis per a Tor.com. També va qualificar el personatge com "un dels personatges recurrents més memorables de la franquícia". Quan DeCandido va fer la ressenya de "The Way of the Warrior", va dir que Gowron s'havia convertit en un oportunista, cosa que va impulsar l'establiment dels seus "camins egoistes" a "Unificació". Va afegir que, d'aquesta manera, Gowron es va mostrar com un polític "una vegada i una altra".
Pel que fa a l'aparició de Gowron al videojoc Star Trek: Klingon, Bob Strauss va descriure la interpretació d'O'Reilly com a "aplom desorbitat" en una crítica per a Entertainment Weekly. El personatge va ser classificat com el 20è millor personatge de la franquícia "Star Trek" per Benjamin Maxwell per a IGN, on Gowron va ser descrit com "un amic o enemic de la Federació, i ho va ser durant el seu curt mandat com a canceller", aquest personatge sempre va ser fidel a l'estil klíngon." Maxwell també creia que la manca de canvi mostrada pel personatge durant les seves aparicions tant a TNG com a DS9 demostrava la "representació més fidel" d'un klíngon.El 2009, IGN va qualificar Gowron com el 20è millor personatge de tots els Star Trek fins aleshores, destacant el seu paper com a canceller de l'Alt Consell Klingon i les seves aparicions a Star Trek: La nova generació i Star Trek: Deep Space Nine.
El març de 2019, SyFy va classificar Gowron com el setè millor klíngon de la franquícia Star Trek. En particular, van destacar les poderoses actuacions de l'actor O'Reilly tant a TNG com a DS-9 al llarg de l'arc de la història del personatge, i com la posició crítica de Gowron a l'Imperi Klíngon com a Canceller, especialment a la saga de la guerra del Domini, revela la diferència entre l'ambició personal i la conducta honorable.